# Canarium copaliferum
Canarium copaliferum là một loài thực vật có hoa trong họ Burseraceae. Loài này được A.Chev. mô tả khoa học đầu tiên năm 1918.